# قشطية (ملابس)

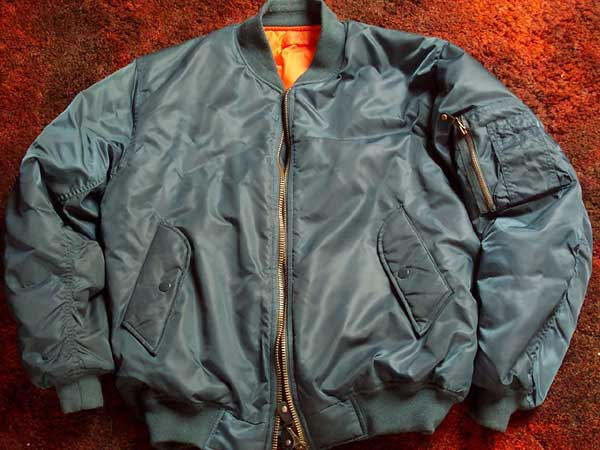
قشطية طيران حديثة من الخَيْطَل MA-1.

القِشْطِيَّة هي سترة قصيرة تُشَدُّ بإحكام عند الخصر، ما يجعلها تتدلى على حزام الخصر. نشأت في الزي العسكري في منتصف القرن العشرين، وتتالى ظهور طرازات أخرى كجزء من الزي العسكري والشرطي في العديد من الأماكن. أما في الملابس المدنية، فتكون ملابس رياضية وملابس غير رسمية.